# Calidris alba
Il piovanello tridattilo (Calidris alba, Pallas, 1764) è un uccello della famiglia degli Scolopacidae.

## Sistematica
Calidris alba ha due sottospecie:
- C. alba alba
- C. alba rubida

## Distribuzione e habitat

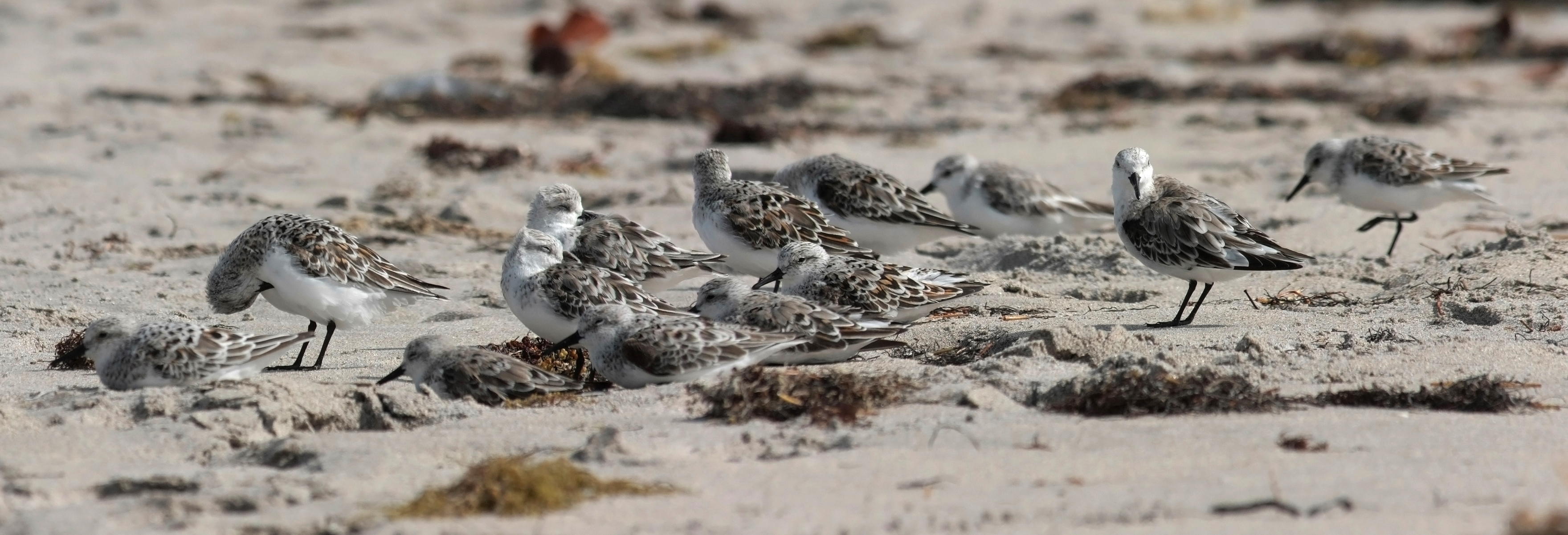
Un gruppo di piovanelli tridattili

Questo uccello vive in tutto il mondo, manca solo in Serbia, Burkina Faso, Cambogia, su alcune isole del Pacifico e in Antartide, mentre è di passo in Giordania, Siria e Libano, nella Polinesia Francese, in Armenia e Laos, in Niger, Swaziland e su São Tomé e Príncipe, in Liechtenstein, Lussemburgo e Gibilterra.
Durante il periodo delle riproduzione (da giugno a meta luglio) vive nella tundra artica fino a settembre. Qui coppie solitarie nidificano in buche superficiali.